# Steam Machine
Steam Machine – komputer przeznaczony do gier dostępny w różnych konfiguracjach wydany 10 listopada 2015 roku.

## Lista modeli
Źródło: PCLab.pl
| Nazwa                               |
| ----------------------------------- |
| Alienware Steam Machine             |
| Alternate Steam Machine             |
| ASUS ROG GR8S                       |
| Digital Storm Eclipse Steam Machine |
| Falcon Northwest Tiki Steam Machine |
| Gigabyte Brix Pro                   |
| iBuyPower SBX                       |
| Maingear Drift                      |
| Materiel.net Steam Machine          |
| NextBox                             |
| Origin Omega Steam Machine          |
| Scan 3XS ST Steam Machine           |
| Syber Steam Machine                 |
| Webhallen S15-01                    |
| Zotac Steam Machine SN970           |

## Steam Link

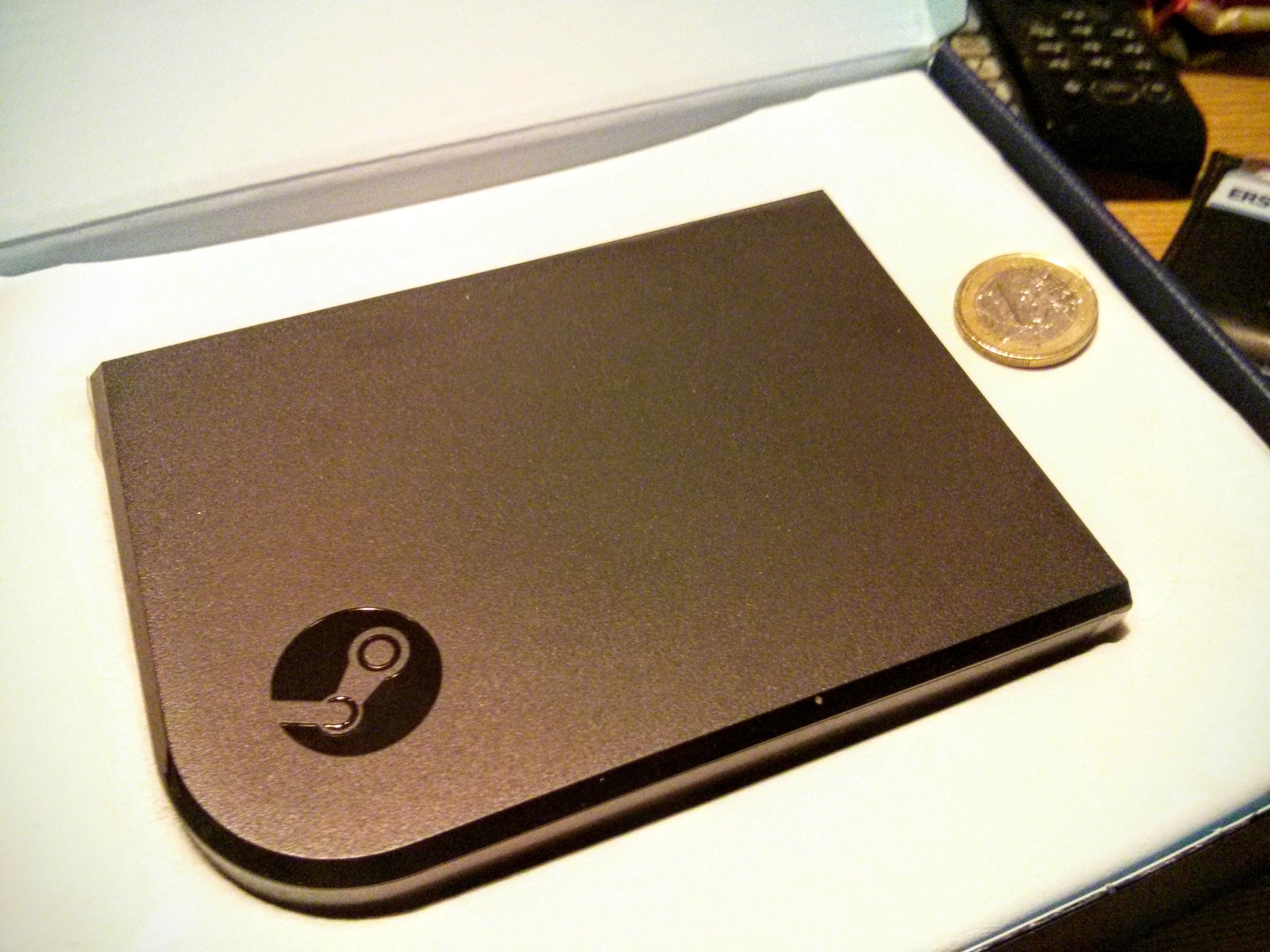
Steam Link

Steam Link umożliwia podłączenie komputera Steam Machine do telewizora i strumieniowania gier w rozdzielczości 1080p.

## Odbiór
W czerwcu 2016 roku Valve ujawniło, że komputer został sprzedany w mniej niż pół milionie egzemplarzy.